# Andrés Andrade (Fußballspieler, 1998)
Andrés Alberto Andrade Cedeño (* 16. Oktober 1998 in Panama-Stadt) ist ein panamaischer Fußballspieler.

## Karriere

### Verein
Andrade absolvierte im Oktober 2015 ein Spiel für den San Francisco FC in der CONCACAF Champions League, als er im Gruppenspiel gegen Hankook Verdes in der Startelf stand. Im September 2016 debütierte er schließlich auch in der Liga Panameña de Fútbol, als er gegen Sporting San Miguelito von Beginn an zum Einsatz kam.
2017 wechselte er nach Mexiko zur U-20-Mannschaft von Deportivo Toluca, für die er vier Spiele absolvierte. 2018 schloss er sich der Zweitmannschaft des Querétaro FC an. Für Querétaro II kam er in der Liga Premier ebenfalls in vier Partien zum Einsatz.
Im Sommer 2018 wechselte er nach Österreich zum LASK, um allerdings als Kooperationsspieler für das Farmteam FC Juniors OÖ in der 2. Liga zum Einsatz zu kommen. Im November 2018 stand er erstmals im Kader des LASK. In der Saison 2018/19 kam er zu 20 Einsätzen für die Juniors in der 2. Liga.
Im August 2019 debütierte er für den LASK in der Bundesliga, als er am vierten Spieltag der Saison 2019/20 gegen die WSG Tirol in der Startelf stand. Nach einem Einsatz für den LASK in der Bundesliga wurde er im Januar 2020 an den Ligakonkurrenten Wolfsberger AC verliehen. Ein Tag nach der Vertragsunterzeichnung erkannten beide Vereine jedoch, dass Andrade nicht für den WAC gemeldet werden konnte, da er in jener Spielzeit bereits für den LASK und den offiziell eigenständigen FC Juniors OÖ zum Einsatz gekommen war. Daraufhin kehrte Andrade, der bereits zu den Kärntnern ins Trainingslager gereist war, zum LASK zurück. Dort konnte er sich in weiterer Folge in der Bundesligamannschaft etablieren, für die er bis Saisonende noch zu neun weiteren Einsätzen kam. In der Saison 2020/21 verpasste der Verteidiger kein einziges der 32 Ligaspiele der Oberösterreicher.
Nach zwei Einsätzen zu Beginn der Saison 2021/22 wurde der Panamaer im August 2021 an den deutschen Bundesligisten Arminia Bielefeld verliehen. Für Bielefeld kam er bis zum Ende der Leihe zu 17 Einsätzen in der Bundesliga, aus der er mit der Arminia zu Saisonende jedoch abstieg. Trotz des Abstiegs wurde Andrade im Juni 2022 per Kaufoption fest verpflichtet. In der Saison 2022/23 kam er dann zu 26 Einsätzen in der 2. Bundesliga. Für Bielefeld kam es aber noch dicker, nach verlorener Relegation gegen den SV Wehen Wiesbaden stieg die Mannschaft direkt erneut ab.
Andrade kehrte daraufhin zur Saison 2023/24 zum LASK zurück, bei dem er einen bis Juni 2027 laufenden Vertrag erhielt.

### Nationalmannschaft
Andrade nahm 2017 mit Panama an der CONCACAF U-20-Meisterschaft teil, bei der man die zweite Gruppenphase erreichen konnte. Andrade kam in allen fünf Partien Panamas zum Einsatz und erzielte zudem gegen St. Kitts und Nevis einen Treffer.
Im November 2018 wurde er erstmals in den Kader der A-Nationalmannschaft berufen. Im selben Monat debütierte er für Panama, als er in einem Testspiel gegen Honduras in der 72. Minute für Erick Davis eingewechselt wurde.